# Coptosia brunnerae
Coptosia brunnerae är en skalbaggsart som beskrevs av Gianfranco Sama 2000. Coptosia brunnerae ingår i släktet Coptosia och familjen långhorningar. Inga underarter finns listade i Catalogue of Life.